# 華沙 (阿拉巴馬州)
華沙（英語：Warsaw）是一個位於美國阿拉巴馬州薩姆特縣的非建制地區。該地的面積和人口皆未知。

## 地理
華沙的座標為32°56′15″N 88°12′11″W / 32.93750°N 88.20306°W，而該地的平均海拔高度為37米（即121英尺）。